# Riudecols
Riudecols – gmina w Hiszpanii, w prowincji Tarragona, w Katalonii, o powierzchni 19,5 km². W 2011 roku gmina liczyła 1289 mieszkańców.